# Flugunfall einer Antonow An-24 bei Stettin 1973
Der Flugunfall einer Antonow An-24 bei Stettin 1973 ereignete sich am 28. Februar 1973. An diesem Tag verunfallte eine Antonow An-24W der Luftstreitkräfte der Volksrepublik Polen kurz nach dem Start vom Flughafen Stettin-Goleniów. Bei dem Unfall kamen alle 18 Insassen ums Leben.

## Maschine
Das Flugzeug war eine im Jahr 1969 gebaute Antonow An-24W mit der Werknummer 97305702, die am 24. Dezember 1969 mit dem militärischen Luftfahrzeugkennzeichen 012 bei den Luftstreitkräften der Volksrepublik Polen in Betrieb gegangen war. Das zweimotorige Kurzstrecken-Passagierflugzeug war mit zwei Turboproptriebwerken des Typs Iwtschenko AI-24 mit einer Leistung von je 1.877 kW (2.552 PS) ausgestattet.

## Insassen
Den Flug hatten 13 Passagiere angetreten, bei denen es sich um hohe Regierungsangehörige einer polnisch-tschechoslowakischen Delegation handelte, die das tschechoslowakische Konsulat in Stettin sowie den Stettiner Seehafen besuchen sollte, der für die Wirtschaft der Tschechoslowakei, die über keinen eigenen Zugang zum Meer verfügte, von entscheidender Bedeutung war.
Unter den Insassen befanden sich der Innenminister Polens sowie seine Mitarbeiter. Zu dem tschechoslowakischen Teil der Delegation gehörten der Innenminister Radko Kaska und der Verantwortliche des Zentralkomitees der Kommunistischen Partei der Tschechoslowakei für Verteidigung und Sicherheit. Als Vertreter des Innenministeriums der Tschechoslowakei befanden sich ferner mehrere Soldaten bzw. Soldatinnen an Bord. Zu den Passagieren gehörte auch eine Gruppe von Personenschützern des Innenministeriums der Volksrepublik Polen. 
Es befanden sich fünf Besatzungsmitglieder an Bord. Gesteuert wurde die Maschine von dem 43-jährigen Major Edward Jedynak, die anderen Besatzungsmitglieder waren der 34-jährige Kazimierz Marczak, der 39-jährige Daniel Sterna, der 48-jährige Janusz Główka (alle im Dienstgrad eines Hauptmanns) und der 44-jährige Oberfeldwebel Tadeusz Płażejczyk.
Die Delegation sollte eigentlich mit der 1. Klasse der Bahn nach Stettin reisen. Im letzten Moment war allerdings entschieden worden, dass die Reise als Flug durchgeführt werden sollte. Dies war dem Umstand geschuldet, dass die Delegation aufgrund eines gemeinsamen Trinkgelages in Warschau am Abend zuvor die Reise verspätet angetreten habe.

## Unfallhergang
Am Morgen des Unfalltages traf eine tschechoslowakische Regierungsdelegation aus Prag in Warschau ein. Nach dem feierlichen Empfang wollten die tschechischen Vertreter am Abend einen Zug nehmen, um am Morgen in Stettin anzukommen und dort den Stettiner Seehafen zu besuchen, der als Umschlagplatz für Waren aus der Tschechoslowakei nach Westeuropa diente. Diese Waren wurden mit Zügen dorthin geliefert. Später wurde entschieden, statt mit dem Zug mit dem Flugzeug nach Stettin zu reisen, um dort noch am selben Tag anzukommen. Für den Flug wurde eine Regierungsmaschine des Typs Antonow An-24 mit dem militärischen Luftfahrzeugkennzeichen 012 genommen. Am Abend hob das Flugzeug mit 13 Passagieren und 5 Besatzungsmitgliedern an Bord in Warschau ab.
Der Flug verlief ohne besondere Vorkommnisse und gegen 22:45 Uhr begann der Sinkflug für den Anflug auf den Flughafen Stettin. Der Anflug wurde im Instrumentenflug durchgeführt, der Himmel war in dieser Nacht bewölkt. Die Radargeräte am Flughafen funktionierten einwandfrei und der Fluglotse übermittelte laufend Anweisungen an die Besatzung, damit diese die Flugbahn beibehalten konnte. Um 22:52 Uhr brach unerwartet der Funkkontakt mit der Besatzung ab. Mehr als zwei Kilometer vom Flughafen entfernt streifte die An-24 die Wipfel von Kiefern, woraufhin sie 2,2 Kilometer von der Landebahn entfernt zu Boden stürzte und in Brand geriet.

## Ursache
Um die Ursachen des Vorfalls zu untersuchen, wurde eine polnisch-tschechische Kommission unter der Leitung des Generalstaatsanwalts der Volksrepublik Polen, Oberst Kazimierz Lipiński, zusammengestellt. Da die Innenminister zweier Länder gleichzeitig an Bord waren, wurden Versionen des Angriffs geäußert. Die Ergebnisse der Überprüfungen zeigten jedoch, dass die strukturelle Integrität des Flugzeugs bis zum Aufprall erhalten geblieben war und alle Geräte ordnungsgemäß funktionierten. Es wurde auch festgestellt, dass das Flugzeug vor der Landung in eine Wolkenschicht eingeflogen war, die wiederum das Ergebnis eines Aufeinandertreffens von Wärme- und Kältefronten war.
Die staatliche Untersuchungskommission veröffentlichte nur sehr wenige Details zu dem Unfall. Am 30. April 1973 schloss sie ihre Untersuchung ab und am selben Tag gab Staatsanwalt Lipiński bekannt, dass eine Kombination mehrerer Wetterfaktoren die Ursache der Katastrophe gewesen war. In der Wolkenschicht, die die Maschine durchflog, hätten Vereisungsbedingungen geherrscht, die zur Ablagerung von Eis auf den Oberflächen der Tragflächen und dem Leitwerk führten. Es konnte nicht ermittelt werden, ob die Besatzung die Enteisungsanlage eingeschaltet hatte. Selbst bei eingeschalteter Enteisungsanlage hätte sich immer noch eine kleine Eisschicht auf der Tragfläche bilden können, die bereits die aerodynamischen Eigenschaften des Flugzeugs verschlechtert hätte. Nach Ansicht der Kommission sei die An-24 beim Sinkflug in einen starken Fallwind geraten, der zu einem Höhenverlust führte. Die Besatzung habe versucht, korrigierend einzugreifen, aber wegen der durch die Vereisung verschlechterten aerodynamischen Eigenschaften des Flugzeugs hätten die Anstrengungen der Piloten nicht zu dem gewünschten Ergebnis geführt. Ein weiterer Faktor sei auch der Umstand gewesen, dass die Maschine zum Unfallzeitpunkt eine Hügelkette überflog. Die tatsächliche Höhe über dem Boden habe nur 25 Meter betragen, als das Heck des 012 gegen eine Kiefer prallte, die Maschine an Geschwindigkeit verlor und 220 Meter nach dem ersten Aufprall auf die Bäume in den Boden stürzte. Als Ursache für den Unfall gab die Untersuchungskommission die Vereisung der Tragfläche in Verbindung mit starken Turbulenzen während des Anfluges der Maschine an. Die Turbulenzen seien durch das Aufeinandertreffen von Kalt- und Warmfronten in geringer Höhe verursacht worden. Als Folge dieses Phänomens sei es zu einem plötzlichen Strömungsabriss gekommen, den die Piloten nicht kontrollieren konnten.

## Weitere Spekulationen zur Unfallursache
Es gab unbestätigte Vermutungen dahingehend, dass die Piloten zum Unfallzeitpunkt alkoholisiert gewesen waren, da sie im Flug oder davor von den anwesenden Würdenträgern zu einem Umtrunk eingeladen worden waren. Weitere Spekulationen beinhalteten, dass der Unfall die Folge eines Sabotageakts gewesen war.

## Folgen
Die Opfer wurden von polnischer Seite postum mit hohen Auszeichnungen geehrt. So erhielten die beiden Innenminister den Orden Polonia Restituta in der Klasse Komtur mit Stern und der tschechische Funktionär Kudzej den gleichen Orden in der Komturklasse.